# Cyrano de Bergerac (peça de teatro)
Cyrano de Bergerac é uma peça de teatro escrita em 1897 por Edmond Rostand, baseada na vida de Hector Savinien de Cyrano de Bergerac, escritor francês. 

## Histórico
Durante muitos anos Rostand pensava em transformar a agitada vida de Cyrano de Bergerac em uma peça, mas um incidente ocorrido em Luchon, durante suas férias de verão, motivou-o especialmente.
Rostand ali conheceu um jovem apaixonado, que não sabia conquistar a sua amada através das palavras. Rostand ensinou-o na arte da conquista, através de poesia, reflexões, frases espirituosas, de forma que o rapaz rapidamente conquistou a sua amada, alimentando em Rostand a possibilidade de relacionar o facto à vida de Cyrano.
Passou a idealizar, mentalmente, o ator para o papel principal. Sarah Bernhardt, que conhecia tal preocupação, aproximou Rostand de Constant Coquelin, e o entusiasmo foi recíproco, fazendo com que se lançasse ao trabalho com afinco.
Por ocasião da estreia da peça, Rostand dedicou-a a Coquelin, que incorporou a alma da personagem com tal vigor, que durante anos o papel nos palcos franceses foi monopólio seu. Coquelin trabalhava a personagem com particular atenção; para o nariz de Cyrano, por exemplo, chegou a exigir cinquenta modelos, em cera, antes de escolher o que mais se adaptava ao papel. O tipo de nariz escolhido foi, pois, o adotado por seus sucessores.
Supõe-se que o sucesso de Cyrano de Bergerac, na época, deve-se principalmente ao fato de os franceses o terem convertido num símbolo popular, na encarnação do ideal do povo, do espírito nacional, representando o homem que nutre desprezo pelos poderosos, que é corajoso, nobre de sentimentos, sensível, capaz de se sacrificar pela felicidade alheia.

## Resumo
A peça inteira é escrita em forma de poema, com pares de versos rimados. Os primeiros quatro atos passam-se em 1640, e o quinto é em 1655.
Cyrano de Bergerac é um herói romântico, que combate a covardia, a estupidez e a mentira. Ele  amava a Madeleine Robin (Roxana), uma rapariga inteligente, mas um tanto pedante, que gosta de ser cortejada com palavras bonitas e originais.
O jovem Cristiano também a ama, mas não sabe falar com brilhantismo, ao contrário de Cyrano, que tem o dom da palavra. Cyrano, sem esperanças de conquistar a Roxana, em razão de ser bastante feio, resolve ajudar Cristiano a conquistá-la através das palavras.
Cyrano ensina a Cristiano observações espirituosas, poesia, e até fala por ele, às escondidas, fazendo com que Roxana o ame. Um terceiro homem, porém, corteja-a; o duque de Guiche, que interfere mandando Cristiano e Cyrano para o Cerco de Arras, um violento combate ocorrido nas guerras religiosas de França.
Cyrano continua a escrever cartas a Roxana, em nome de Cristiano, e ela vai ao seu encontro à batalha, encontrando Cristiano agonizante, ferido em combate. Viúva, Roxana recolhe-se a um convento, onde recebe continuamente a visita de Cyrano.
Um dia, Cyrano é mortalmente ferido, mas consegue chegar até a amada, e conta-lhe o sentimento que sempre nutriu por ela. Roxana chora “um amor duas vezes perdido”, percebendo, no último instante, que o amava.

## Apresentações
- A peça Cyrano de Bergerac foi encenada pela primeira vez em 27 de dezembro de 1897.

Por ocasião da estréia da peça, mediante o estrondoso sucesso, a esposa de Edmond Rostand, a também escritora Rosemonde Gérard escreveria, em seu livro Edmond Rostand: "Por que o teatro e a poesia trocarão um sorriso infinito ao constatar que depois de tantas obras-primas pode surgir uma, ao mesmo tempo clássica e moderna, reunindo todas e ultrapassando-as a tal ponto que jamais o teatro havia ido tão longe na poesia nem a poesia tão perto do teatro?". 
- O primeiro intérprete de Cyrano no teatro foi Constant Coquelin, que atuou mais de 400 vezes no Théàtre Porte-Saint-Martin e em um tour pela América do Norte. Coquelin tinha, na época da estréia, 56 anos, e essa diferença de idade acabou alterando a criação de Rostand, conferindo a personagem uma conotação mais paternal.

- Quando Coquelin faleceu, em 1909, foi o próprio Rostand que escolheu seu substituto: Charles Le Bargy, no auge de sua carreira; em 1913, porém, cedeu lugar a Lucien Rozenberg, que interpretou o Cyrano até o início da Primeira Guerra Mundial.

- Em vários palcos estrangeiros Cyrano foi interpretado, já à época de Rostand. Em Londres, Sarah Bernhardt interpretou a romântica Roxane em 1901. Atores como Gualtiero Tumiati, na Itália, Diaz de Mendoza, na Espanha, Robert Lorraine, na Inglaterra, também o interpretaram.

- Richard Mansfield foi o primeiro a interpretar Cyrano numa versão norte-americana. Na Broadway a produção que mais durou teve 232 apresentações em 1923 e estrelou Walter Hampden.Walter Hampden voltaria a interpretá-lo em 1926, 1928, 1932 e 1936.

- Em 1928, no Teatro Sarah Bernhardt, na França, surge o primeiro intérprete jovem de Cyrano: Pierre Fresnay.

- José Ferrer, que posteriormente o interpretaria no cinema, passou a interpretar Cyrano na Broadway em 1946. Outros atores a interpretá-lo foram Ralph Richardson, DeVeren Bookwalter, Derek Jacobi, Richard Chamberlain e Christopher Plummmer, numa versão musical de 1973.

- A produção da Broadway de 2007 teve Kevin Kline como Cyrano, Jennifer Garner como Roxane e Daniel Sunjata como Cristiano.

## Cyrano de Bergerac no cinema
- Em 1946, o filme francês dirigido por Fernand Rivers, sob a interpretação de Claude Dauphin, trazia o Cyrano para as telas de cinema.

- Em 1950, a interpretação de Cyrano de Bergerac por José Ferrer, sob a direção de Michael Gordon, lhe valeu o Oscar e o Globo de Ouro de melhor ator.

- Em 1950, a versão japonesa Aru kengo no shugai, de Hiroshi Inagaki, trazia Toshiro Mifune no papel principal.

- José Ferrer voltou a interpretar Cyrano em 1960, no filme francês Cyrano et D’Artagnan, ao lado de Jean Pierre Cassel como D’Artagnan, sob a direção de Abel Gance.
- Em 1978, Roberto Gómez Bolaños(Chespirito) adaptou Cyrano em um de seus episódios de Chapolin, interpretado por Ramón Valdés.

- Houve também versões com livre adaptação, inclusive alguma comédias, como Roxane, com Steve Martin e Daryl Hannah, em 1987.
- Em 1990, Gerard Depardieu interpretou Cyrano, sob a direção de Jean-Paul Rappeneau e a adaptação de Jean-Claude Carrière e Jean-Paul Rappeneau, num filme franco-húngaro.
- Em 2012, o Disney Channel adaptou a história em um filme chamado Let It Shine, estrelando Tyler James Williams como protagonista.
- Em 2018, a Netflix adaptou a história de Cyrano em um filme chamado Sierra Burgess Is a Loser. O filme foi ambientado no colegial americano, modificando assim a história original para um romance moderno.

## Cyrano de Bergerac no Brasil
- A primeira a trazer a peça Cyrano de Bergerac ao Brasil foi a companhia italiana Clara Della Guardia e, logo após, em 1905, era o próprio Coquelin que a interpretava, no Rio de Janeiro[2].

- Em 1913, Ermette Zacconi trouxe 18 peças diferentes ao Teatro Municipal do Rio de Janeiro, entre elas o Cyrano de Bergerac. E o autor Luuk que tinha muita fama naquela epóca. Ele era muy caliente e ele sempre saia com modelos. Ele era muito fascinante.

- Em 1916, a companhia de Lucien Guitry, e em 1935, a companhia de Pierre Magnier também a trouxeram[3].

- Em 1985, Cyrano foi interpretado por Antônio Fagundes, sob direção de Flávio Rangel, no Teatro Cultura Artística, em São Paulo.

- Em 2009, Oddone Produções traz a peça Cyrano de Bergerac, à Casa de Cultura Laura Alvin. Com Oddone Monteiro no papel de Cyrano, Rodrigo Phavanello como Christiano e Márcia Méll como Madeleine Robin, ou melhor, Roxanna.

- Em 2008 e 2009, foi encenado sob a direção de Denise Crispum, com texto de Karen Acioly, trazendo Mauricio Machado (Cyrano), Mel Lisboa (Roxane), Eduardo Pelizzari (Cristiano) e Tadeu Melo (Coringa).

- Em 2011, foi encenado no Centro Cultura Branco do Brasil, no Rio de Janeiro sob a direção de João Fonseca, tradução de Marcos Daud, e tendo Bruce Gomlevsky como Cyrano e Julia Carrea como Roxane.

- No primeiro semestre de 2011, realizou-se o Projeto Cultura na Comunidade, no Escola Municipal Virgílio de Melo Franco, no município de Contagem, MG, que culminou com a apresentação da peça Cyrano de Bergerac, uma realização da Cangaral Produções, direção de Maria Alice, com Farley como Cyrano, Elmiton Pablo como Christiano, Rebeca Celsa como Roxane.

## Edições e traduções de Cyrano de Bergerac no Brasil
- A primeira tradução de Cyrano foi realizada por Carlos da Costa Ferreira Porto Carreiro, da Academia Pernambucana de Letras, por volta de 1907, quando foi lançado o livro pelo editor J. Ribeiro dos Santos, no Rio de Janeiro. A J. Ribeiro dos Santos lançou outras edições, em 1912 e 1922[4].
- A Abril S. A. Cultural e Industrial lançou, em maio de 1976, na sua “Coleção Teatro Vivo”, uma 1ª edição de Cyrano de Bergerac, na tradução de Carlos Porto Carreiro, acrescida de uma biografia de Edmond Rostand e de notas do editor, Victor Civita[5].
- A editora Peixoto Neto lançou em 2007, na série "Os grandes dramaturgos", sua 1ª edição de Cyrano de Bergerac com o mesmo texto da peça publicado pela Abril, acrescido de um prefácio de Walter Lima Torres e um posfácio contendo uma nota sobre a peça escrita por Arthur Azevedo, publicada em 1898, além de informações biográficas de Edmond Rostand.

## Obras derivadas de Cyrano de Bergerac no Brasil
- A Marca de Uma Lágrima (1985), de Pedro Bandeira.
- Alma de Rosas (2015), de Talita Vasconcelos[6].